# Richie Arnold
Pour les articles homonymes, voir Arnold.

a Compétitions nationales et continentales officielles uniquement.

b Matchs officiels uniquement.
Dernière mise à jour le 9 janvier 2024.
Richie Arnold, né le 1er juillet 1990 à Wagga Wagga en Australie, est un joueur international australien de rugby à XV jouant au poste de deuxième ligne au Stade toulousain en Top 14.
Il remporte le championnat de France en 2019, 2021, 2023, 2024 et 2025 et la Coupe d'Europe en 2021 et 2024 avec le Stade toulousain.
Il est le frère jumeau de Rory Arnold, lui aussi joueur professionnel de rugby à XV et évoluant également au poste de deuxième ligne.

## Biographie

### Jeunesse et formation
Richie Arnold naît le 1er juillet 1990 à Wagga Wagga, en Australie, où son père vivait quand il était dans l'armée. Sa mère est d'origine maori. Il a un frère jumeau Rory Arnold, également joueur professionnel de rugby à XV, international australien. Les deux frères ont grandi à Murwillumbah, dans le nord de la Nouvelle-Galles du Sud, où ils jouent tous les deux au rugby à XIII au Murwillumbah rugby club jusqu'à l'âge de 16 ans, où Richie Arnold décide d'arrêter le rugby. Il décide finalement de reprendre ce sport quatre ans plus tard. Il rejoint en 2015 le club Bond University Rugby Club évoluant en Queensland Premier Rugby, où son frère a joué deux ans plus tôt.

### Début de carrière en Australie (2016-2018)
Après une année au Bond University Rugby Club, Richie Arnold est sélectionné par l'équipe du Queensland Country pour participer au National Rugby Championship (NRC) en 2016. Il joue quatre des sept matchs de son équipe, qui termine à la dernière place du classement, dont  deux en tant que titulaire.
L'année suivante, il rejoint la Western Force pour la saison 2017 de Super Rugby. Il fait ses débuts en Super Rugby contre les Crusaders, à Christchurch, lors de la cinquième journée de la compétition. Il finit ensuite l'année 2017 avec Perth Spirit, avec qui il joue sept matchs de NRC et marque cinq essais.
Puis, Richie Arnold rejoint les Brumbies pour la saison 2018 de Super Rugby. Il y joue dix matchs pour trois titularisations et marque un essai.

### Passage au Japon, aux Yamaha Jubilo (2018)
Après trois ans passés dans son pays natal, Richie Arnold décide de quitter l'Australie et rejoint le Yamaha Jubilo au Japon, pour la saison 2018-2019 de Top League. Il y joue seulement trois matchs.

### Stade toulousain (depuis 2019)

#### Champion de France en 2019
Le 3 janvier 2019, à 28 ans, Richie Arnold s'engage avec le Stade toulousain en qualité de joueur additionnel, jusqu'à la fin de la saison 2018-2019. Il profite notamment du partenariat entre son club japonais et le Stade toulousain pour venir en France tout comme le talonneur Takeshi Hino. Rapidement intégré au groupe, il est titulaire face à Agen dès le 5 janvier 2019. Pour sa première saison en France, il joue dix matchs dont neuf en tant que titulaire et inscrit un essai. Il participe à la qualification de Toulouse en finale du Top 14 en battant le Stade rochelais dans une demi-finale où il est titulaire. Le 15 juin 2019 il est de nouveau titulaire en deuxième ligne, aux côtés du Samoan Iosefa Tekori, lors de la finale contre l'ASM Clermont. Le Stade toulousain s'impose 24 à 18 et remporte le Bouclier de Brennus. Il s'agit du premier titre de la carrière de Richie Arnold.

#### Bref retour au Japon en 2020
Il décide ensuite de rester au club pour la saison 2019-2020 en tant que joker Coupe du monde de son frère jumeau Rory, qui rejoint aussi le Stade toulousain, après avoir disputé le mondial au Japon avec l'Australie. Cependant, après la Coupe du monde, en novembre 2019, il quitte le Stade toulousain et retourne au Japon, dans son club des Yamaha Jubilo. Le championnat japonais est toutefois rapidement stoppé à cause de la pandémie de Covid-19 et Arnold n'a joué que deux match avec le club japonais depuis son retour.

#### Retour au Stade toulousain et doublé Coupe d'Europe/Top 14 en 2021
Après son court retour au Japon, Richie Arnold fait son retour au Stade toulousain pour la saison 2020-2021 et évolue désormais aux côtés de son frère Rory. Cette saison il est en concurrence au poste de deuxième ligne avec son frère Rory, Tekori, Emmanuel Meafou, Thibaud Flament qui vient d'arriver au club et le jeune Joshua Brennan. Richie Arnold et le Stade toulousain réalisent un sans faute en Coupe d'Europe, et éliminent le Munster, Clermont puis l'UBB, avant d'affronter le Stade rochelais en finale. Face aux Rochelais, il est titulaire en deuxième ligne avec son frère jumeau et joue seulement 9 minutes avant d'être remplacé par Tekori à cause d'une blessure à un ischio-jambier,. Les Toulousains s'imposent 22 à 17 et remportent leur cinquième titre dans la compétition,.
En Top 14, Richie Arnold joue 17 matchs cette saison dont la demi-finale gagnée face à l'Union Bordeaux Bègles et la finale face au Stade rochelais, pour le seconde fois de la saison. En finale, il est une fois de plus titulaire en deuxième ligne, accompagné par son frère. Toulouse s'impose une fois de plus, sur le score de 18 à 8 et Richie Arnold remporte son deuxième titre de la saison, le troisième de sa carrière.
La saison suivante, en 2021-2022, malgré la très forte concurrence en deuxième ligne venant de Tekori, Flament, Meafou, Youyoutte, Brennan et son frère Rory, Richie Arnold joue tout de même 16 matchs de Top 14 et 4 de Coupe d'Europe, échouant cependant dans les deux compétitions en demi-finale. À la mi-saison, le Stade toulousain prolonge ses joueurs cadres, dont Richie Arnold qui prolonge son contrat de trois saisons supplémentaires, soit jusqu'en 2025,. Durant ces deux saisons, les frères jumeaux ont souvent été associés en deuxième ligne, notamment lors des deux finales remportées en 2021. Leur association est souvent surnommé les « tours jumelles ».

#### Champion de France et début avec lesWallabiesen 2023
Avec les départs du club de Rory Arnold, et Iosefa Tekori, Richie Arnold joue un rôle important à Toulouse pour la saison 2022-2023 et doit accompagner les jeunes joueurs, notamment Joshua Brennan. Cette saison, il joue 29 matchs toutes compétitions confondues, dont 24 titularisations et marque un essai. Son club se qualifie jusqu'en demi-finale de la Champions Cup, avant d'être éliminé une fois de plus aux portes de la finale par le Leinster, une défaite 41 à 22,. Toutefois, en championnat, les Toulousains terminent à la première place de la saison régulière, se qualifiant donc en demi-finale où ils battent largement le Racing 92 sur le score de 41 à 14 et retrouvent donc le Stade rochelais en finale, comme en 2021,. En finale, il est titulaire en deuxième ligne en compagnie de son compatriote Emmanuel Meafou, puis est remplacé en seconde période par Thibaud Flament, avant de revenir sur la pelouse quelques minutes plus tard après la blessure de Meafou. Dans un match très serré, Toulouse s'impose en fin de match et l'emporte 29 à 26,. Richie Arnold remporte donc le Bouclier de Brennus pour la troisième fois de sa carrière. Il est ensuite élu dans l'équipe type de la saison de championnat.
À l'issue de cette saison, il est sélectionné pour la première fois en équipe d'Australie par Eddie Jones pour participer au Rugby Championship 2023,. Lors de la première rencontre de la compétition face à l'Afrique du Sud, il est sur la feuille de match et débute sur le banc des remplaçants puis entre en jeu à la 51e minute à la place de Will Skelton et connaît ainsi sa première cape avec les Wallabies à l'âge de 33 ans. Son équipe est cependant largement battue sur le score de 43 à 12,.
Le 10 août 2023, il est annoncé au sein du groupe australien de 33 joueurs sélectionnés pour disputer la Coupe du monde 2023 en France.

### Champion d'Europe et de France en 2024
Le 25 mai 2024, il est remplaçant avec le Stade toulousain en finale de la Champions Cup au Tottenham Hotspur Stadium de Londres face au Leinster. Il entre en jeu à la 56e minute à la place de Emmanuel Meafou mais écope d'un carton rouge durant les prolongations, pour une charge à la tête sur Cian Healy. Les Toulousains parviennent tout de même à s'imposer finalement 31 à 22 et remportent ainsi le 6e titre de champions d'Europe du club.
Un mois plus tard, il est titulaire en finale du Top 14, organisée exceptionnellement au Stade Vélodrome de Marseille, contre l'Union Bordeaux Bègles. Il supplée son coéquipier Emmanuel Meafou, blessé pour la phase finale de championnat. Les Toulousains l'emportent 59 à 3, plus large score de l'histoire en finale du championnat de France.

## Statistiques

### En club
| Saison    | Club               | Compétition                 | Matchs | Points | Essais |
| --------- | ------------------ | --------------------------- | ------ | ------ | ------ |
| 2016      | Queensland Country | National Rugby Championship | 4      | -      | -      |
| 2017      | Western Force      | Super Rugby                 | 7      | 5      | 1      |
| 2017      | Perth Spirit       | National Rugby Championship | 7      | 25     | 5      |
| 2018      | Brumbies           | Super Rugby                 | 10     | 5      | 1      |
| 2018      | Yamaha Jubilo      | Top League                  | 3      | -      | -      |
| 2018-2019 | Stade toulousain   | Top 14                      | 10     | 5      | 1      |
| 2018-2019 | Stade toulousain   | Coupe d'Europe              | 4      | -      | -      |
| 2019-2020 | Stade toulousain   | Top 14                      | 8      | -      | -      |
| 2019-2020 | Stade toulousain   | Coupe d'Europe              | -      | -      | -      |
| 2019-2020 | Yamaha Jubilo      | Top League                  | 2      | -      | -      |
| 2020-2021 | Stade toulousain   | Top 14                      | 17     | -      | -      |
| 2020-2021 | Stade toulousain   | Coupe d'Europe              | 4      | -      | -      |
| 2021-2022 | Stade toulousain   | Top 14                      | 16     | 5      | 1      |
| 2021-2022 | Stade toulousain   | Coupe d'Europe              | 4      | -      | -      |
| 2022-2023 | Stade toulousain   | Top 14                      | 22     | 5      | 1      |
| 2022-2023 | Stade toulousain   | Champions Cup               | 7      | -      | -      |
| Total     | Total              | Total                       | 125    | 50     | 10     |

### Internationales
Au 9 juillet 2023, Richie Arnold compte une sélection en équipe d'Australie et n'a pas marqué de points. Il a pris part à une édition du Rugby Championship en 2023.
| Année | Compétition        | Matchs | Points | Essais |
| ----- | ------------------ | ------ | ------ | ------ |
| 2023  | Rugby Championship | 1      | 0      | 0      |
| Total | Total              | 1      | 0      | 0      |

## Palmarès

### En club
- Stade toulousain
  - Vainqueur du Championnat de France en 2019, 2021, 2023, 2024 et 2025[N 1]
  - Vainqueur de la Coupe d'Europe en 2021 et 2024

### Distinctions personnelles
- Membre de l'équipe type du Championnat de France en 2023